# Villa Kellermann
Die Villa Kellermann, auch als Villa von Hardt bezeichnet, ist ein ehemaliges adliges bzw. großbürgerliches Wohnhaus in Potsdam. Es wurde in den 1910er Jahren errichtet und erhielt nach 1945 seinen jetzigen Namen nach dem Schriftsteller Bernhard Kellermann, der dort nie gewohnt hat. Das Gebäude steht unter Denkmalschutz.

## Lage
Das Haus steht in der Mangerstraße 34–36 am Ufer des Heiligen Sees in der Berliner Vorstadt. Es ist von einem kleinen, am Hang gelegenen Garten umgeben.

## Geschichte und Nutzung
Der königlich-preußische Zeremonienmeister Friedrich Wilhelm von Hardt (1855–1938) ließ sich die Villa bis 1914 vermutlich nach Plänen des Architekten A. Günther errichten. Bereits nach etwa fünf Jahren wurde das Haus an den jüdischen Bankier Emil Wittenberg (Nationalbank für Deutschland AG in Berlin) verkauft. Im Zusammenhang mit der Machtübernahme durch die Nationalsozialisten wurde es der Familie Wittenberg in Deutschland zu gefährlich. Sie emigrierte 1932 zuerst in die Schweiz und floh später in die USA, wo Emil Wittenberg 1933 starb.
Die Villa in Potsdam wurde 1938 zwangsenteignet und zum Sitz der Heeresleitung der Wehrmacht und blieb es bis zum Ende des Zweiten Weltkriegs. 1945 bezog der Maler Otto Nagel das Haus, das er später auf den Kulturbund der DDR übertrug. Zwischen 1949 und 1989 diente die Villa als Treff für Künstler und bot Kulturveranstaltungen aller Art, die der Potsdamer Kulturbund organisierte, dessen Mitbegründer der Namensgeber Bernhard Kellermann war.
Mit der deutschen Wiedervereinigung und der Auflösung des Kulturbunds fiel die Immobilie an die Jewish Claims Conference. Sie hatte fast alle jüdischen Einrichtungen zurückerhalten, die während der NS-Zeit zwangsenteignet worden waren. Erben des früheren Besitzers Wittenberg hatten sich nicht gefunden und so folgte im Jahr 2005 eine Zwangsversteigerung. Gisa und Hans-Joachim Sander, Erben des Kosmetikkonzerns Wella, kauften die Villa und verpachteten sie an den Gastronomen Maximilian Dreier, der darin bis 2009 das Ristorante Villa Kellermann betrieb. Nach weiteren Jahren Ungewissheit erwarb der Fernsehmoderator Günther Jauch 2015 das Objekt von der Familie Sander. Er ließ es durch die Architektenfirma Ester Bruzkus umfangreich und denkmalgerecht sanieren und als Nobelrestaurant Villa Kellermann einrichten, das 2019 unter der Leitung des Sternekochs Tim Raue eröffnet wurde. Die Qualitätsprüfer des Gault Millau zeichneten Günther Jauch für das neue Restaurant sowie das Konzept mit dem Angebot regionaler Küche und der passenden Ausstattung im Jahr 2019 als Gastronomen des Jahres aus.
Der Gastronomiebetrieb wurde im Juni 2024 eingestellt, Raue hatte sich bereits im Vorjahr aus dem Betrieb zurückgezogen. Als Grund für die Schließung wurden Auswirkungen der COVID-19-Pandemie, gestiegene Betriebskosten und Personalprobleme angegeben. Im Januar 2025 hat die neue Betreiberin Gabriele Höft (Fa. Tomasa) das Restaurant unter dem Namen „Höfts“ wiedereröffnet.

## Architektur

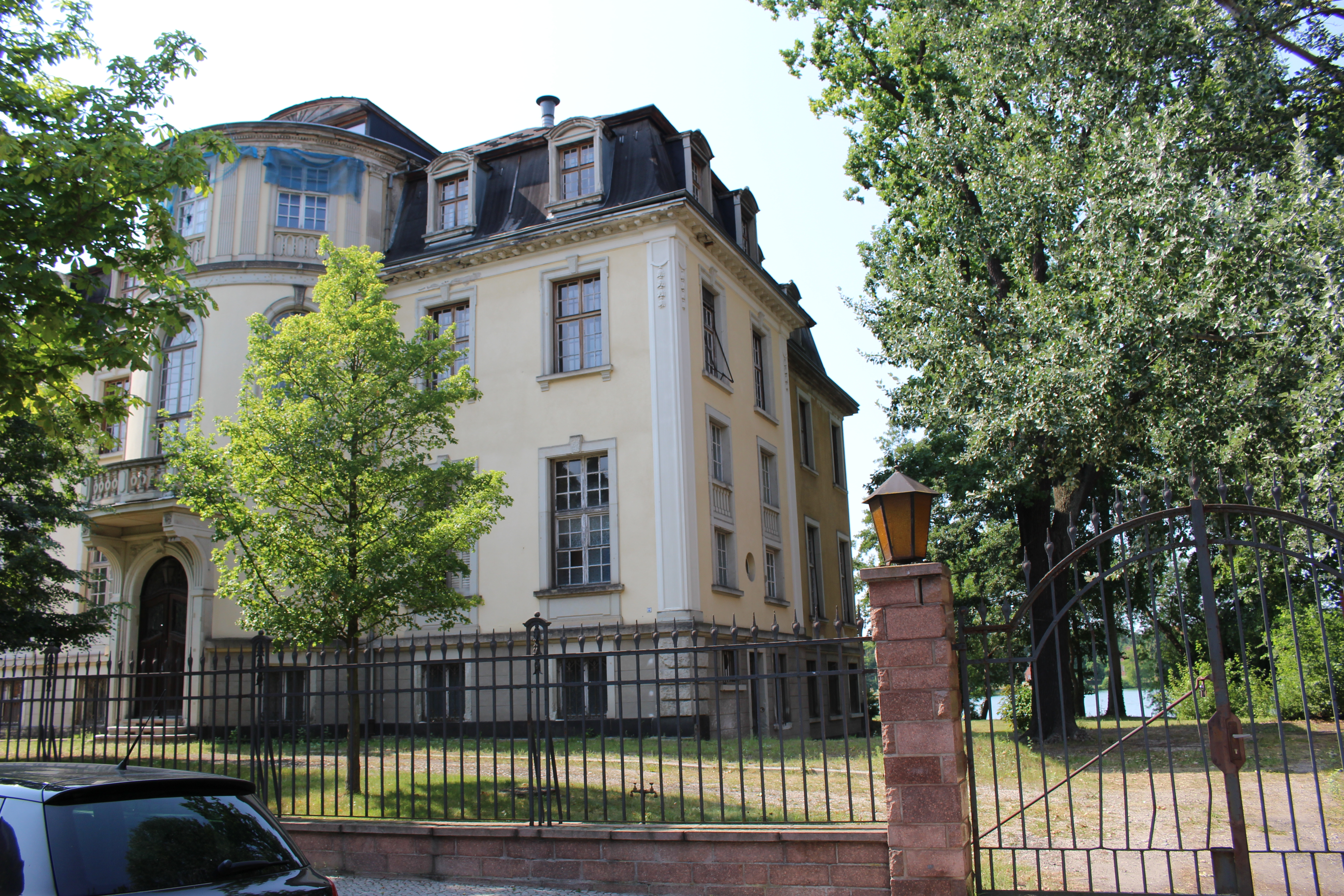
Villa Kellermann, Straßenansicht, 2011

Das zweieinhalbstöckige Haus ist mit einem schiefergedeckten Mansardwalmdach mit ausgebautem Dachgeschoss abgeschlossen. Auf der Seeseite führt eine seitwärts angebaute Freitreppe in den Eingangsbereich im Hochparterre. Auf einer Fassadenseite befindet sich ein Erker mit trapezförmigem Grundriss. Das Haus hat eine Nutzfläche von rund 500 m².
Die Laternen auf dem schmiedeeisernen Tor an der Seeseite der Villa und die Laternen an der Straßenseite mussten neu geschaffen werden. Am historischen Vorbild angelehnte Metalllaternen in zwei verschiedenen Größen mit oktagonaler Grundform wurden mit LED-Leuchten bestückt.
Die Innenausstattung ist kaum noch original, hinzugekommen sind neue Fußböden, raumhohe Spiegel, die das Ambiente eines klassischen Spiegelsaals aufnehmen, sowie Möbel mit viel Plüsch.
Der Hauptspeisesaal mit dem Salon Alter Fritz ist durch den lediglich aufgefrischten alten Wandanstrich und freigelegten Stuck charakterisiert. Im Grünen Salon in unterschiedlichen Grüntönen sind schwarze filigrane Stahl- und Messingelemente kombiniert, den Blauen Elefantensalon schmückt das Tapetenmuster aus kleinen weißen Elefanten auf leuchtend blauem Grund.